# Barron v. Baltimore
Barron v. Baltimore war ein Präzedenzfall, in dem der Oberste Gerichtshof im Jahr 1833 entschied, dass die U.S. Bill of Rights im Verhältnis zwischen Bürgern und Bundesstaaten nicht anwendbar ist, also dass Bürgern nur die Bürgerrechte zustehen, die ihnen der jeweilige Staat zutritt. Dies wurde später durch Anwendung des im 14. Zusatzartikel verankerten Rechtsstaatsprinzips (due process) umgangen.

## Sachverhalt des Falls
Die Stadt Baltimore, im Bundesstaat Maryland, führte mehrere Bauprojekte durch, bei denen der Fluss mehrerer Gewässer, die in den Hafen von Baltimore mündeten, modifiziert wurde. Dies führte dazu, dass sich große Mengen von Sedimenten in der Nähe eines profitablen Kais, der John Barron gehörte und von ihm betrieben wurde, ansammelten. Soviel Sediment setzte sich ab, dass der Kai für Schiffe nur noch schwer zugänglich war, und die Rentabilität des Unternehmens deshalb erheblich zurückging. Daraufhin verklagte Barron die Stadt Baltimore auf Entschädigung.
Das erstinstanzliche Gericht, der County Court in Baltimore, sprach Barron einen Schadenersatz in Höhe von 4500 Dollar zu, und begründete dies mit dessen Bezug auf den 5. Zusatzartikel zur Verfassung der Vereinigten Staaten, wonach bei Enteignungen eine angemessene Entschädigung zu bezahlen ist. Dieses Urteil wurde jedoch von der nächsten Instanz, dem Berufungsgericht des Staates Maryland wieder aufgehoben, und Barron wandte sich an den Obersten Gerichtshof, der den Fall erstinstanzlich auf Bundesebene annahm.

## Entscheidung des Obersten Gerichtshofs
Der Oberste Gerichtshof entschied, dass die Bill of Rights im Verhältnis zwischen Bürgern und Bundesstaaten nicht anwendbar ist, also dass Bürgern nur die Bürgerrechte zustehen, die ihnen der jeweilige Staat zutritt. In dem von John Marshall verfassten Urteil heißt es „(Die Bill of Rights) enthält keinen Hinweis darauf, dass sie auch für die Regierungen der einzelnen Bundesstaaten gelten soll. Das Gericht kann sie deshalb in dieser Weise nicht anwenden.“

Um zu zeigen, dass Verfassungsrechte für Bundesstaaten nicht gelten, so lange diese nicht ausdrücklich genannt werden, verwendete Marshall als Beispiel den ersten Artikel der Verfassung, Abschnitte 9 und 10, und wie sie erst die Regierung der Vereinigten Staaten, und dann die Gesetzgeber der Bundesstaaten betrifft:

„In der dritten Klausel (von Abschnitt 9) heißt es beispielsweise, dass ‚keine Bill of Attainder (Verletzung der Gewaltenteilung) oder ein Ex-post-Facto-Gesetz verabschiedet werden darf‘. Keine Aussage kann allgemeiner sein; sie zeigt explizit, dass sie ausschließlich für die Regierung der Vereinigten Staaten gilt... Der nachfolgende Abschnitt, dessen erklärter Zweck darin besteht, die Gesetzgebung der Bundesstaaten einzuschränken, bestimmt, dass kein Bundesstaat eine Bill of Attainder oder ein Ex-post-Facto-Gesetz verabschieden darf.‘ Diese Bestimmung des neunten Abschnitts also, so umfassend wie sie ist, enthält keine Einschränkung der Gesetzgebung der Bundesstaaten.“

Der Fall war von besonderer Wichtigkeit, da er festlegte, dass die in der Bill of Rights verbrieften Rechte für die Staatsgewalt auf Ebene der einzelnen Gliedstaaten nicht verbindlich waren. Spätere Entscheidungen bestätigten diese Entscheidung, und sie blieb für fast 100 Jahre verbindlich.

## De factoAufhebung im 20. Jahrhundert
Nach Verabschiedung des 14. Zusatzartikels 1868 war zunächst die darin enthaltene Privileges and Immunities Clause, wonach kein Bundesstaat die Bürgerrechte von US-Bürgern beschränken darf, für die Rechtssprechung zu Bürgerrechten maßgeblich. Diese Ansicht wurde jedoch vom Obersten Gerichtshof in den Slaughter-house cases 83 U.S. 36 (1873) bereits kurze Zeit nach der Ratifizierung des Artikels verworfen. Erst in den ersten Jahrzehnten des 20. Jahrhunderts, in Entscheidungen wie Meyer v. Nebraska (1923) und Gitlow v. New York (1925), begann der Oberste Gerichtshof stattdessen auf der Basis der Due Process Clause des 14. Zusatzartikels die meisten Bestimmungen der Bill of Rights auch im Verhältnis von Bürgern mit den Bundesstaaten für anwendbar zu halten, so dass heute der Großteil der Bill of Rights auf dieser Basis auf die Bundesstaaten anwendbar ist. Letztmals geschah dies bisher 2010 in McDonald v. Chicago 561 U.S. 742 (2010), als der Oberste Gerichtshof auf dieser Grundlage entschied, dass der 2. Zusatzartikel auch auf die Bundesstaaten anwendbar ist.